# Мёллер, Адольф
Адольф Мёллер (нем. Adolf Möller; 25 октября 1877, Гамбург — 10 ноября 1968, Гамбург) — немецкий гребец, бронзовый призёр летних Олимпийских игр 1900.

## Биография
Мёллер входил на Играх в состав третьей немецкой команды четвёрок, которая не смогла пройти в финал по основной квалификации, однако его команда, и ещё две сборные устроили свой финальный заплыв, который признаётся МОКом. Мёллер в том финале занял третье место.